# Hirnödem

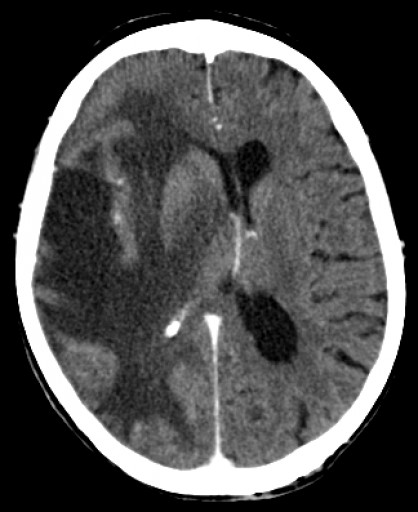
Ausgedehntes Hirnödem der rechten Hirnhälfte (im Bild links) in der Computertomographie. Das Ödem ist im Vergleich zum gesunden Hirngewebe dunkler dargestellt. In diesem Fall ist durch die Schwellung auch eine Verlagerung der Mittellinie auf die andere Seite zu erkennen. Ursache war hier ein Meningeom des Keilbeins.

Beim Hirnödem (Oedema cerebri), gemäß Reichardt (1904) eine Form der Hirnschwellung (Hirnvolumensvermehrung), kommt es durch Schädigung der Blut-Hirn-Schranke oder der Blut-Liquor-Schranke zum Ödem, also zur Flüssigkeitseinlagerung im Gehirn.

## Ursachen
Das Hirnödem stellt eine Komplikation von pathologischen Prozessen (z. B. Tumoren, Entzündungen, Vergiftungen, Gefäßprozessen) bzw. nach Verletzungen, Operationen und nach erfolgreich behandeltem Kreislaufstillstand auftretende Störung des Wasser-Elektrolyt-Haushaltes des Gehirns dar. Die Flüssigkeitsansammlung erfolgt vorwiegend intrazellulär in den Astrozytenfortsätzen.
Ein Hirnödem kann auch durch den Einfluss von großer Höhe und den damit einhergehenden verringerten Sauerstoffpartialdruck der Atemluft, insbesondere beim Höhenbergsteigen, entstehen. Siehe hierzu Höhenhirnödem (HACE).

## Diagnostik
Bei quantitativen Bewusstseinsstörungen und allgemeinen Zeichen des gesteigerten Hirndrucks bietet sich nach der Anamneseerhebung und neurologischen Untersuchung eine Ophthalmoskopie an, die bei positivem Ausfall eine Stauungspapille zeigen würde. Sicherheit gibt die bildgebende Untersuchung des Schädelinneren durch eine Computertomographie oder Kernspintomographie.

## Formen
Ein Hirnödem kann perifokal, also lokalisierte Gehirnschädigungen umgebend, oder auch generalisiert auftreten. Ursächlich werden das vasogene, das zytotoxische und das interstitielle Hirnödem unterschieden:
Die vasogene Form beruht auf einer Permeabilitätsstörung der Blut-Hirn-Schranke bzw. einer gesteigerten Durchlässigkeit der Kapillargefäße, was zum Flüssigkeitseinstrom in das Interstitium führt. Als Grunderkrankungen kommen hier das Schädel-Hirn-Trauma, Infektionen, Abszesse und Hirntumoren in Frage.
Beim zytotoxischen Hirnödem vergrößert sich infolge eines teilweisen lokalen Zusammenbruchs der Natrium-Kalium-Pumpe der intrazelluläre Raum des Gehirns, da Natrium in die Zellen übertritt und Chlorionen und Wasser mit sich zieht. Verursacher sind globaler oder lokaler Sauerstoffmangel, Leberversagen und die hypotone Hyperhydratation sowie die Spätphase eines Schädel-Hirn-Traumas.
Ein interstitielles Hirnödem ist durch eine Abflussbehinderung des Liquors oder ein schnelles Absinken des Glucose-, Natrium- oder Harnstoffspiegels im Blut bedingt.

## Folgen
Da das Gehirn durch den es umgebenden knöchernen Schädel wenig Möglichkeiten hat, sich auszudehnen, ist ein Hirnödem meist eine ernste Erkrankung, zumal das quellende Gehirn auch die Sinus, die für den Blutabfluss vom Gehirn sorgen, komprimieren kann. Der Hirndruck steigt an, was zur Senkung des zerebralen Perfusionsdrucks und damit der Gehirndurchblutung führt. Ein Ischämischer Schlaganfall mit Folge der Infarzierung und ein andauernder Hirnschaden bis hin zum Hirntod kann die Folge sein.

## Behandlungsmöglichkeiten
Die Behandlungsmöglichkeiten richten sich an der Senkung des erhöhten Hirndrucks aus und beziehen sich meist auf einen beatmeten Intensivpatienten.
- Standard ist eine Oberkörperhochlagerung von 15–30°[8]
- Druckentlastung durch Ablassen von Liquor über eine externe Ventrikeldrainage[8]
- Trepanation / Kraniektomie, um dem Gehirn zusätzlichen Raum zu verschaffen[9]
- u. U. osmotisch wirksames Diuretikum, z. B.: Mannitol, Glycerin, um einen osmotischen Gradienten zwischen Plasma und Gewebe zu erzeugen und das Gehirn damit zu entwässern.[8][10]
- kurzfristige Hyperventilation bei akutem krisenhaften Anstieg des Hirndrucks[8][9]
- Einsatz von TRIS (Pufferung der intrazellulären Azidose) oder Barbituraten (Senkung des zerebralen Stoffwechsels)[8]
- Milde therapeutische Hypothermie[8]

## Ältere Literatur
- A. Hartmann, Mario Brock (Hrsg.): Treatment of Cerebral Edema. Springer Verlag, Berlin 1982, ISBN 3-540-11751-2.